# خواكين أتشوكارو
خواكين أتشوكارو Joaquín Achúcarro (ولد في 1 نوفمبر1937) هو عازف بيانو إسباني، مختص بالموسيقى الكلاسيكية.
ولد في بلباو بأسبانيا في فترة ما بعد الحرب الأهلية الإسبانية. بدأ يتقلى دروس العزف على البيانو في المعهد الموسيقي ببلباو، وعزف للمرة الأولى في حياته على المسرح وهو في سن الثالثة عشرة معزوفة لموتسارت. ورغم أنه حاز درجة البكالوريوس في الفيزياء، إلا أنه كرس نفسه تماما للموسيقى، فذهب لدراسة الموسيقى في سيينا الإيطالية في أكاديمية الفنون. وفي عام 1959 فاز بأربعة جوائز في مسابقة البيانو الدولية.
وفي العام نفسه بدأ مسيرته بعد فوزه في المسابقة الدولية في ليفربول، بالظهور والعزف في أوركسترا لندن السيمفوني.
وقد عزف منذ ذلك الحين مع عدد كبير من الأوركسترات الكبرى في 58 بلدا، منها أوركسترا برلين ونيويورك ولندن وبي بي سي وغيرها من الفرق الموسيقية الكبرى. وعزف تحت قيادة عظماء منهم كلاوديو أبادو وسيمون راتل وغيرهم.
منحه الملك الإسباني خوان كارلوس الميدالية الذهبية للفنون الجميلة في عام 1996.

## روابط خارجية
- خواكين أتشوكارو على موقع ميوزك برينز (الإنجليزية)
- خواكين أتشوكارو على موقع أول ميوزيك (الإنجليزية)
- خواكين أتشوكارو على موقع ديسكوغز (الإنجليزية)